# Шмигель, Михал
Михал Шмигель (словац. Michal Šmigeľ) — словацкий историк. Исследователь украинской военной истории времён Второй мировой войны, в том числе УПА, 1-й Украинской Дивизии УНА, участия украинцев в Антифашистском словацком восстании 1944 года. Отдельные работы посвящены проблеме геноцида этнических групп и деятельности специальных разведывательных учреждений стран Восточной Европы. 

## Научный профиль
Шмигель — доцент кафедры истории факультета гуманитарных знаний Университета Матея Бела в Банска-Бистрице. C 2000-х — профессионально изучает историю Украинской повстанческой армии, в том числе феномен рейдов УПА по территории Словакии 1945-1947 годов. Среди научных достижений: документальное опровержение версии о причастности отделов УПА к убийству 14 евреев в словацких сёлах Улич и Колбасов: 

Только в 2006 году на конференции «УПА в истории послевоенной Словакии. 1945-1947 годы» словацкий историк Михал Шмигель, опираясь на документы и воспоминания очевидцев, опроверг эти обвинения, доказав, что убийства — дело рук местных крестьян.
Оригинальный текст (укр.)Лише у 2006 році на конференції «УПА в історії повоєнної Словаччини. 1945-1947 роки» словацький історик Міхал Шмігель, спираючись на документи та спогади очевидців, спростував ці звинувачення, довівши, що вбивства — справа рук місцевих селян.
— 
2007 год — отдельной книгой в городе Банска-Бистрице вышла его монография «Бандеровцы в Словакии, 1945—1947» (Banderovci na Slovensku 1945—1947). Михал открыл малоизвестные факты о влиянии УПА на словацкое антисталинское движение и боевые действия на территории Словакии против чешских, польских и советских карательных отрядов (1947). 
Шмигель — активный участник научных конференций, посвящённых изучению террористической деятельности советских спецслужб и их сотрудничества с секретными службами стран-сателлитов в Восточной Европе. Также исследует проблему переселений лемковской группы украинского народа с территории послевоенной Польши в Словакию. Сотрудничает с польскими и украинскими коллегами.

## Научные работы
- Súvislosti opcie a presídlenia obyvateľov ČSR do Sovietskeho zväzu v roku 1947, 2002
- Presídlenie Rusínov na Ukrajinu, 2003
- K problematike takzvaných ukrajinských utečencov na Slovensku v roku 1944, 2003
- K problematike postavenia Lemkov v Poľsku v druhej polovici 20. storočia a ich presídlenie do Sovietskeho zväzu. Akcia „Visla“, 2004
- Banderovci. Dve tvare ukrajinského nacionalizmu, 2004
- Ruská a ukrajinská politická emigrácia v Česko-Slovensku (1918-1945) a spôsoby jej likvidácie v povojnových rokoch, 2004
- Organizačná štruktúra príchodu a odchodu ukrajinských utečencov na Slovensko na konci druhej svetovej vojny, 2004
- Reoptácia rusínskeho obyvateľstva z Ukrajiny na Slovensko v rokoch 1993 – 1998 a ich začlenenie do sociálno-ekonomických štruktúr Slovenskej republiky v súčasnosti, 2004
- Tábor v Javožnom (Про концтабір для українців у ПНР), 2005
- Ukrajinský nacionalizmus medzi boľševizmom a nacizmom, 2006
- Činnosť a propaganda oddielov Ukrajinskej povstaleckej armády (tzv. banderovcov) na území slovenska pred voľbami v roku 1946 (Дії та пропаганда відділів УПА на словацьких землях перед виборами 1946 року), 2006
- Український легіон Романа Сушка. Напад зі Словаччини на Польщу (1939). Український визвольний рух № 11. – Львів : Інститут українознавства ім. І. Крип´якевича НАН України – Центр досліджень визвольного руху, 2007. – S. 81-93.
- V bojích s banderovci na Slovensku (1945 – 1947): aktivity československých bezpečnostních složek proti UPA – spolupráce s Polskem a SSSR, 2009.